# Eli Landsem
Eli Landsem (født 22. marts 1962) er en norsk fodboldtræner, som har den højeste træneruddannelse i Norge. Hun træner (pr. forår 2007) den norske fodboldklub Asker Football Kvinner fra Toppserien.
Hun blev i sommeren 2003 den første heltidsansatte træner i dansk kvindefodbold, da hun overtog cheftræner-posten i Fortuna Hjørring og havde stillingen i to år frem til juli 2005.